# Estrecho Penola
El estrecho Penola es un estrecho de 20 kilómetros de largo y con un promedio de 3,7 kilómetros de ancho, que separa las islas Argentina, la isla Petermann y la isla Hovgaard de la costa oeste de la península Antártica. Se extiende en dirección nornoreste-sursudoeste desde el cabo Cloos hasta el cabo Tuxen.

## Historia y toponimia
Fue atravesado el 12 de febrero de 1898 por la Expedición Antártica Belga de Adrien de Gerlache de Gomery. Fue recorrido y nombrado por la Expedición Británica a la Tierra de Graham (BGLE), liderada por John Rymill, otorgándole el nombre del barco de la expedición.

## Reclamaciones territoriales
Argentina incluye al estrecho en el departamento Antártida Argentina dentro de la provincia de Tierra del Fuego, Antártida e Islas del Atlántico Sur; para Chile forma parte de la comuna Antártica de la provincia Antártica Chilena dentro de la Región de Magallanes y de la Antártica Chilena; y para el Reino Unido integra el Territorio Antártico Británico. Las tres reclamaciones están sujetas a las disposiciones del Tratado Antártico.
Nomenclatura de los países reclamantes: 
- Argentina: estrecho Penola[5][6]
- Chile: estrecho Penola[7]
- Reino Unido: Penola Strait[3]